# Серогрудый лесной крапивник
Серогрудый лесной крапивник (лат. Henicorhina leucophrys) — вид птиц из семейства крапивниковых. Выделяют 17 подвидов. Распространён в Мексике, Центральной и Южной Америке.

## Описание
Номинативный подвид серогрудого лесного крапивника имеет длину от 10 до 11,5 см и весит от 13,5 до 17,7 г. Макушка тускло-чёрного цвета с тёмно-коричневыми кончиками перьев. Затылок и плечи тёмно-оливково-коричневые, а нижняя часть спины, надхвостье и хвост каштаново-коричневые. На хвосте имеются черноватые полосы. Длинная надбровная дуга серовато-белая, за глазом проходит широкая чёрная полоса, щеки чёрные с бледно-серыми прожилками. Подбородок и горло бледно-серые, грудь и брюхо тёмно-серые, а бока брюха и нижняя часть боков тёмно-бурого цвета. Другие подвиды отличаются размером, интенсивностью окраски различных частей, а также количеством, цветом и расположением прожилок.
Песни и позывки серогрудого лесного крапивника значительно различаются в разных регионах. В общем песни представляют собой "серию очень громких, звонких, энергичных музыкальных фраз, часто повторяющихся". Поет практически круглый год и в течение всего дня, в любую погоду.

## Питание
Серогрудый лесной крапивник добывает пищу среди растительности поодиночке или небольшими группами, поднимаясь от земли на высоту всего лишь до 2 м. Питается, по-видимому, исключительно беспозвоночными. В Коста-Рике, Колумбии и Венесуэле наблюдали, как серогрудые лесные крапивники следовали на мигрирующими кочевыми муравьями и питались насекомыми, вспугнутыми муравьями. 

## Размножение
Сезон размножения серогрудого лесного крапивника длится в Оахаке с начала мая до середины июня, в Коста-Рике с конца марта до начала июня, в колумбийских Андах с декабря по июнь, на северо-западе Эквадора приходится на декабрь, январь и июнь, на северо-востоке страны — на декабрь и на юго-востоке — на ноябрь. За сезон может быть несколько выводков. Птенцы наблюдались в западной Венесуэле в мае, на северо-западе Эквадора — с апреля по май и в сентябре, а на северо-востоке — с августа по февраль. Гнездо сооружается представителями обоих полов, имеет сферическую структуру и круглую камеру внутри. Крыша наклонена вперед и вниз, и вход с наклоном вниз. Гнездо из волокнистых стеблей, покрытое мхом на крыше и стенах, располагается в относительно невысокой растительности на высоте до трех метров над землей. Регулярно его можно встретить на берегах или выступах. Кроме того, лесной крапивник строит спальное гнездо, которое выглядит почти так же, как гнездо для выводка. Кладка состоит из двух белых яиц без отметин размером 18,9—20,3 мм х 14,0—14,3 мм. Насиживает исключительно самка в течение 19—20 дней. Птенцов выкармливают представители обоих полов. Через 17—18 дней птенцы оперяются. Продолжительность жизни в северо-центральной части Венесуэлы, по крайней мере, шесть лет.

## Подвиды и распространение
Серогрудый лесной крапивник имеет прерывистый ареал от восточно-центральной и западно-центральной Мексики через Центральную Америку и в Южной Америке на восток до Венесуэлы и на юг до центральной Боливии. Обитает во влажных горных лесах многих типов. Обычно встречается выше 1500 м, но иногда на высотах до 400 м над уровнем моря в Колумбии и 600 м в Мексике, а в Венесуэле и Колумбии — на высоте 3000 м.
Выделяют 17 подвидов:
- H. l. minuscula Phillips, 1966 — запад Мексики
- H. l. Festiva Nelson, 1903 —	юго-запад Мексики
- H. l. Mexicana Nelson, 1897 — восток Мексики
- H. l. castanea Ridgway, 1903 — юг Мексики и север Гватемалы
- H. l. capitalis Nelson, 1897 — юг Мексики и запад Гватемалы
- H. l. Composita Griscom, 1932 —	Сальвадор, Гондурас и северо-запад Никарагуа
- H. l. Collina Bangs, 1902 — Коста-Рика и Панама
- H. l. Bangsi Ridgway, 1903 — северо-восток Колумбии
- H. l. Manastarae Aveledo & Ginés, 1952 — северо-восток Колумбии и северо-запад Венесуэлы
- H. l. Sanluisensis Phelps & Phelps, Jr, 1959 —	северо-запад Венесуэлы
- H. l. Venezuelensis 	Hellmayr, 1904 — север Венесуэлы
- H. l. meridana Todd, 1932	 — северо-запад и запад Венесуэлы
- H. l. tamae Zimmer & Phelps, 1944 — запад Венесуэлы и север центральной части Колумбии
- H. l. brunneiceps Chapman, 1914 — запад Колумбии и северо-запад Эквадора
- H. l. hilaris Berlepsch & Taczanowski, 1884 — 	юго-запад Эквадора
- H. l. leucophrys (Tschudi, 1844) — 	восток Панамы, центр Колумбии, центр и восток Эквадора, Перу
- H. l. Boliviana Todd, 1932 — запад Боливии